# Faith (film fra 1920)
 For alternative betydninger, se Faith. (Se også artikler, som begynder med Faith)
Faith er en amerikansk stumfilm fra 1920 instrueret af Howard M. Mitchell.

## Medvirkende
- Peggy Hyland som Peggy Laughlin
- J. Parks Jones som David Harden
- Guy Edward Hearn som George Kyle
- Winter Hall som Adam Harden
- Edwin B. Tilton som Kent MacGregor
- Milla Davenport som Meg Harper
- Fred Herzog som Sandy Burns